# Microsciadium saxifraga
Microsciadium saxifraga är en flockblommig växtart som beskrevs av Joseph Dalton Hooker. Microsciadium saxifraga ingår i släktet Microsciadium och familjen flockblommiga växter. Inga underarter finns listade i Catalogue of Life.